# لي هولواي
لي هولواي (بالإنجليزية: Lee Holloway)‏ هو عامل اجتماعي أمريكي، ولد في 1946، وتوفي في 14 مارس 2018.